# 都のかほり
『都のかほり』（みやこのかおり）は、1998年10月5日から2009年9月30日までテレビ朝日で放送された東海旅客鉄道（JR東海）一社提供の紀行番組である。
開始当初からハイビジョン制作。2007年4月から字幕放送も実施された。

## 概要
前身は、1993年7月から1998年10月まで放送された『京都が好き』で、京都のみの紹介だった。
週ごとのテーマに添い、基本的に月 - 木曜は京都、金曜日は奈良にスポットを当てて街並みを紹介する（日によって異なることもある）。
制作プロダクションはテレコムスタッフで、同局系の紀行ミニ番組『世界の車窓から』も手掛けている。
2009年9月30日放送をもってレギュラー放送を終了した。その後は1時間の単発特番（後述）として放送している。なお、後番組は『世界の街道をゆく』（2009年10月1日から）。

## 放送時間
- 1998年10月5日 - 2000年3月24日：平日20:56 - 21:00（JST）
- 2000年3月27日 - 同年9月：平日20:50 - 20:54（JST）
  - 『ニュースステーション』のフライングスタート編成に伴い、6分繰り上げ。
- 2000年10月 - 2002年9月：平日19:56 - 20:00（JST）
  - 20時枠番組のフライング廃止に伴い、19時台へ移動。
  - 2002年7月から『スイスペ!』（水曜19:00 - 20:54）設置に伴い、水曜のみ20:56 - 21:00に戻る。
- 2002年10月 - 2009年9月30日：平日20:56 - 21:00
  - 2001年10月に21時枠番組のフライングが廃止されても、月・火・木は21時番組の直前番組を放送し、金曜は『ミュージックステーション』を20:00 - 21:00で放送していたが、直前番組廃止などに伴い、2年半ぶりに元の枠に戻った。

いずれの時も、特別番組によって繰り下げ（20時枠時代は繰り上げも有り）や休止される事が有る。

### 変遷
| 期間    | 期間    | 放送時間（JST） | 放送時間（JST） | 放送時間（JST） |
| 期間    | 期間    | 月 - 火曜日     | 水曜日          | 木 - 金曜日     |
| ------- | ------- | --------------- | --------------- | --------------- |
| 1998.10 | 2000.03 | 20:56 - 21:00   | 20:56 - 21:00   | 20:56 - 21:00   |
| 2000.04 | 2000.09 | 20:50 - 20:54   | 20:50 - 20:54   | 20:50 - 20:54   |
| 2000.10 | 2002.06 | 19:56 - 20:00   | 19:56 - 20:00   | 19:56 - 20:00   |
| 2002.07 | 2002.09 | 19:56 - 20:00   | 20:56 - 21:00   | 19:56 - 20:00   |
| 2002.10 | 2009.09 | 20:56 - 21:00   | 20:56 - 21:00   | 20:56 - 21:00   |

## ナレーション
- とよた真帆（1998年10月 - 2000年3月）
前身の『京都が好き』から続投。
- マリエスタ（2000年4月 - 2002年3月29日）
- 川北桃子（2002年4月1日 - 2004年6月25日）
川北以降は、テレビ朝日アナウンサーが担当。
- 野村真季（2004年6月28日 - 2008年3月28日）
- 上山千穂（2008年3月31日 - 2009年9月30日）

## 終了後のネット局・放送時間
テレビ朝日での放送終了後も一部局で遅れて放送されている。
テレビ朝日のほか、岩手朝日テレビ（岩手）・東日本放送（宮城）でも放送されていた。なお、京都や奈良のエリアである近畿地区の朝日放送や、JR東海の本社がある名古屋地区の名古屋テレビ（メ〜テレ）、管内である静岡地区の静岡朝日テレビではレギュラー放送されなかった。
| 放送対象地域 | 放送局       | 系列           | 放送時間               | 放送開始・期間 | 備考                                                               |
| ------------ | ------------ | -------------- | ---------------------- | -------------- | ------------------------------------------------------------------ |
| 長野県       | 長野朝日放送 | テレビ朝日系列 | 隔週木曜 18:55 - 19:00 |                | 遅れネット・長野県飯田地区がJR東海管内 特急しなの 伊那路乗り入れ。 |

## その他
- 曜日によって、前時間番組『easy sports[4]』終了後、または本番組の本編終了後のCMの挿入方法が異なっていた。また、各日とも最後の提供クレジットに「JR東海」と表示すると同時に「JR東海がお送りしました。」とナレーションしていた。
  - 月・水曜日はいったんCMを挟んだ後に本編に入る。その場合、JR東海のCMは入らない。
  - 火・金曜日はステーションブレイクなしで本編に入り、終了後JR東海のCMが入る。
  - 木曜日はどちらのケースもある。
- テレビ朝日の平日20:54枠は、この番組と『easy sports』という2本のミニ番組が放送される。また各在京キー局の中でも、ANN系列局でもニュースを放送していない局でもある。

## 都のかほりスペシャル
2009年10月から単発の1時間スペシャルとして放送。季節ごとの京都、奈良を旅する内容になる。

### 出演者
旅人
- 西村和彦（案内役、2009年秋の京都 - 2010年春の奈良、2010年秋の京都）
- 中山エミリ（2009年秋の京都、2009年冬の京都）
- 依布サラサ（2009年秋の京都）
- 黒谷友香（2009年冬の京都、2012年冬の奈良）
- 田丸麻紀（2010年初春の奈良）
- 田中圭（2010年初春の奈良）
- 真矢みき（2010年春の奈良、2010年秋の京都）
- 桜木涼介（2010年春の奈良）
- 内山理名（2010年初秋の奈良、2010年冬の京都、2011年春の京都、2011年秋の京都）
- 片瀬那奈（2010年初秋の奈良、2010年冬の京都）
- 水夏希（2010年秋の京都）
- 菊川怜（2011年初春の奈良、2011年初秋の奈良、2012年春の奈良）
- 原沙知絵（2011年初春の奈良、2011年初秋の奈良、2012年春の奈良、2012年秋の京都）
- 有坂来瞳（2011年春の京都）
- 星野真里（2011年秋の京都）
- 有森也実（2012年冬の奈良）
- 野波麻帆（2012年夏の京都）
- 浅見れいな（2012年夏の京都）
- 遠藤久美子（2012年秋の京都）

ゲスト
- かとうかず子（2010年初春の奈良）
- 苅谷俊介（2010年初春の奈良）

ナレーション
- 上山千穂（2009年秋の京都、2009年冬の京都）
- 平泉成（2009年冬の京都 - 2012年春の奈良）
- 風間杜夫（2012年夏の京都 - ）

### 放映リスト
| 回 | 放送年 | 放送月日 | 放送時刻      | タイトル                                                      |
| -- | ------ | -------- | ------------- | ------------------------------------------------------------- |
| 1  | 2009年 | 10月3日  | 16:00 - 16:55 | 五感で旅する"京の月"                                          |
| 2  | 2009年 | 12月5日  | 13:59 - 14:54 | ヒミツの祇園へ～冬の京都ほっこり旅～                          |
| 3  | 2010年 | 1月16日  | 13:59 - 14:54 | 奈良が好き～1泊2日魅力満載よくばり旅～                        |
| 4  | 2010年 | 5月22日  | 16:00 - 16:55 | はじめての奈良～美味しい!楽しい!"お初"さがし旅～              |
| 5  | 2010年 | 9月18日  | 16:00 - 16:55 | 彩りの古都をゆく～1300年目の秋 知られざる「奈良と赤の物語」～ |
| 6  | 2010年 | 10月30日 | 10:50 - 11:45 | 彩りの古都をゆく～京都もみじ絵巻 千年の輝き～                 |
| 7  | 2010年 | 12月11日 | 10:50 - 11:45 | 彩りの古都をゆく～冬の京都 静寂と温もりに包まれた美～         |
| 8  | 2011年 | 1月29日  | 10:50 - 11:45 | 彩りの古都をゆく～魅惑の仏像 奈良時空散歩～                   |
| 9  | 2011年 | 4月16日  | 9:55 - 10:50  | 彩りの古都をゆく～京都の美 七つの物語～                       |
| 10 | 2011年 | 9月10日  | 9:55 - 10:50  | 彩りの古都をゆく～初秋の奈良 麗しき女たちの物語～             |
| 11 | 2011年 | 10月22日 | 9:55 - 10:50  | 彩りの古都をゆく～極上の秋 京都もみじ紀行～                   |
| 12 | 2012年 | 1月21日  | 9:55 - 10:50  | 彩りの古都をゆく～奈良"ぬくもり"紀行～                        |
| 13 | 2012年 | 4月14日  | 10:00 - 10:55 | 彩りの古都をゆく～美しき青い奈良～                            |
| 14 | 2012年 | 7月7日   | 10:50 - 11:45 | 彩りの古都をゆく～京都涼感紀行～                              |
| 15 | 2012年 | 10月20日 | 10:00 - 10:55 | 彩りの古都をゆく～京都もみぢ紀行～                            |